# Schlossmuseum (Quedlinburg)

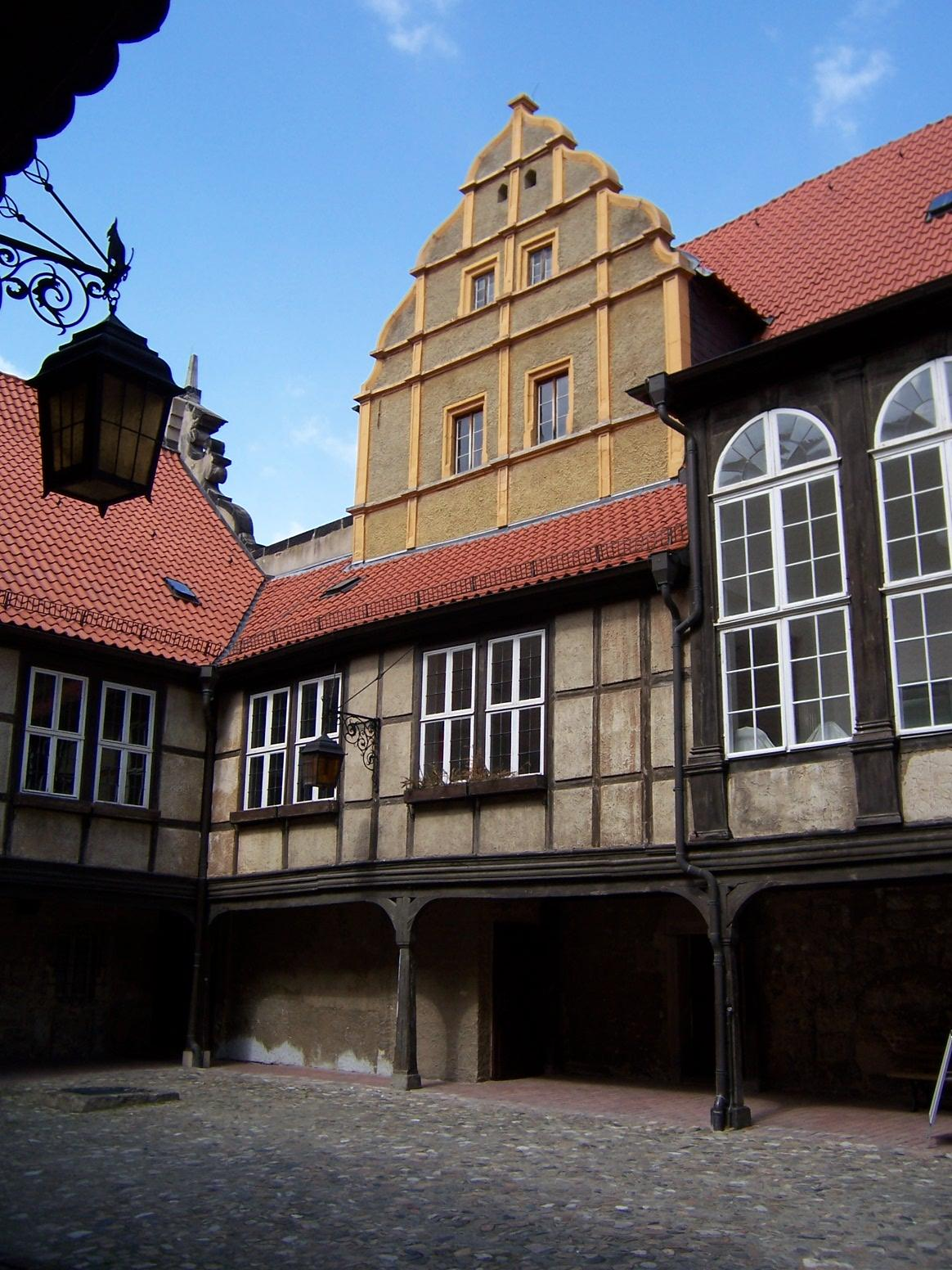
Schlossmuseum Quedlinburg

Das Schlossmuseum der Städtischen Museen Quedlinburg mit der bedeutenden Historischen Bibliothek ist in den Räumen des Renaissanceschlosses untergebracht.
Die Ausstellung wurde in den letzten Jahren mehrfach neu konzipiert und die ur- und frühgeschichtliche Abteilung bietet einen modernen Zugang mit Hilfe von computerbasierten Rekonstruktionen. Die weitere Ausstellung zeigt die Entwicklung des Burgberges mit dem freiweltlichen Damenstift und verschiedene Facetten der Stadtgeschichte. Herausragende Exponate sind der bronzezeitliche Hortfund vom Lehof, mit seiner aufregenden Fundgeschichte, die Goldscheibenfibel aus der Wüstung Groß Orden, der sogenannte „Raubgrafenkasten“ (eine aus Holz gebaute Kammer, in dem 1337 Graf Albrecht II. von Regenstein von den Quedlinburger Bürgern gefangengehalten worden sein soll) und eine der seltenen erhaltenen an eine riesige Armbrust erinnernde Balliste.
Die repräsentativen Räume des Stiftes sind seit der Auflösung und dem anschließenden Ausverkauf Anfang des 19. Jahrhunderts ziemlich leer, was bereits Fontane in seinem Roman  Cécile (1887) nicht ohne Ironie darstellte.
Seit 2002 wird im Tonnengewölbe, im sogenannten Ottonenkeller eine Ausstellung zur ottonischen Zeit und zum Nationalsozialismus präsentiert. Daneben gibt es mehrmals im Jahr Sonderausstellungen im Schlossmuseum Quedlinburg.
Das Schlossmuseum wurde am 3. Februar 2020 wegen umfangreicher Baumaßnahmen geschlossen. Die Räume werden die nächsten fünf Jahre umgebaut, denkmalgerecht renoviert und die Dauerausstellung, die die Geschichte des Stift Quedlinburg präsentiert, komplett überarbeitet. Unter anderen werden auch mehr Räume als bisher zugänglich sein und in das Stiftsgebäude zwei Aufzüge eingebaut. Einer der Höhepunkte der neuen Ausstellung wird ein mittelalterlicher Knüpfteppich aus der Zeit um 1200 sein, der zum Quedlinburger Domschatz gehört.
Die Wiedereröffnung soll zu Ostern 2026 erfolgen.